# Анін Іван Аркадійович
Іва́н Арка́дійович А́нін (нар. 11 вересня 1998, Боложівка, Тернопільська область, Україна — пом. 15 березня 2022, Романівка, Київська область, Україна) — український військовик, солдат, старший кулеметник бронеавтомобіля 2-го відділення 3-го зенітного ракетного взводу зенітної ракетної батареї зенітного ракетного дивізіону Першої Президентської бригади оперативного призначення імені Гетьмана Петра Дорошенка Національної гвардії України.

## Життєпис
Іван Анін народився 11 вересня 1998 року в селі Боложівка, нині Шумської громади Кременецького району Тернопільської області України.
Закінчив Шумське професійно технічне училище.
Від 8 грудня 2020 року проходив службу в Національній гвардії України (м.  Київ). Від 26 листопада 2021 року служив за контрактом (старший кулеметник бронеавтомобіля артилерійського взводу).
Загинув 15 березня 2022 року в боях за Київ. Похований 19 березня 2022 року в селі Сураж Кременецького району.

## Нагороди
- орден «За мужність» III ступеня (2022, посмертно) — за особисту мужність і самовіддані дії, виявлені у захисті державного суверенітету та територіальної цілісності України, вірність військовій присязі[1].

## Вшанування пам'яті
У 2023 році на фасаді Боложівської гімназії відкрито меморіальну дошку Іванові Аніну.